# Siegfried Uhl
Siegfried Uhl (* 7. Februar 1960) ist ein für das Hessische Kultusministerium tätiger deutscher Pädagoge und Erziehungswissenschaftler.

## Leben
Er studierte von 1981 bis 1986 die Fächer Deutsch und Geschichte für das Lehramt an Gymnasien, 1990 erfolgte seine Promotion und 1995 die Habilitation für das Lehrgebiet Erziehungswissenschaft an der Universität Konstanz. Von 1987 bis 1997 war er Wissenschaftlicher Mitarbeiter an der Universität Konstanz bei Wolfgang Brezinka. 1998 bis 2003 arbeitete er an der Pädagogischen Hochschule Erfurt und wechselte dann an die Universität Erfurt.
1996/1997 nahm er eine Vertretungsprofessur an der Universität Konstanz wahr, 2001/2002 an der Westfälischen Wilhelms-Universität Münster und 2003/2004 an der Pädagogischen Hochschule Karlsruhe. Seit 2004 ist er im hessischen Landesdienst tätig, zuerst als Mitarbeiter des Hessischen Landesinstituts für Pädagogik in Frankfurt am Main, ab 2005 im Institut für Qualitätsentwicklung in Wiesbaden und an der Hessischen Lehrkräfteakademie.

## Werke (Auswahl)
Monografien
- Hagen Kunz, Frank Sauerland, Siegfried Uhl: Die zweite Phase der Lehrerbildung in Deutschland. Bücherpost, Hamburg 2014, ISBN 978-3-928199-44-5.
- Siegfried Uhl: Eine kleine Geschichte des Lehrerberufs. (= Band 7 von IQ Kompakt, Institut für Qualitätsentwicklung), Institut für Qualitätsentwicklung IQ, Wiesbaden 2007.
- Siegfried Uhl: Die Bildungsstandards, die Outputsteuerung und ihre Kritiker. Institut für Qualitätsentwicklung (IQ), Wiesbaden 2006.
- Siegfried Uhl: Die Mittel der Moralerziehung und ihre Wirksamkeit. Julius Klinkhardt, Bad Heilbrunn 1998, ISBN 978-3-7815-0835-4.
  - Spanische Version: Los medios de educación moral y su eficacia. Übersetzer José María Quintana Cabanas, Herder Verlag, 1997, ISBN 978-84-254-2017-7.
- Siegfried Uhl: Wolfgang Brezinka, Fünfzig Jahre erlebte Pädagogik. Reinhardt Verlag, München 1997, ISBN 978-3-497-01447-7.
- Siegfried Uhl: Die Pädagogik der Grünen. Reinhardt Verlag, München 1990, ISBN 978-3-497-01203-9.

Herausgeberwerke
- Aaron Löwenbein, Frank Sauerland, Siegfried Uhl (Hrsg.): Berufsorientierung in der Krise? Der Übergang von der Schule in den Beruf. Waxmann, Münster 2017, ISBN 978-3-8309-3620-6.
- Siegfried Uhl, Verona Eisenbraun (Hrsg.): Geschlecht und Vielfalt in Schule und Lehrerbildung. Waxmann, Münster 2014, ISBN 978-3-8309-3058-7.
- Frank Sauerland, Siegfried Uhl (Hrsg.): Selbstständige Schule: Hintergrundwissen und Empfehlungen für die eigenverantwortliche Schule und die Lehrerbildung. Carl Link Verlag, Kronach 2012, ISBN 978-3-556-69801-3.
- Siegfried Uhl, Manfred Kuthe (Hrsg.): Erziehungswissenschaft und Schulforschung – Beiträge aus dem Institut für Allgemeine Erziehungswissenschaft und Empirische Bildungsforschung. Universität Erfurt Institut für Allgemeine Erziehungswissenschaft, Erfurt 2002, ISBN 978-3-9807056-7-7.

Publikationen im Web
- Siegfried Uhl: Die Staatlichen Prüfungen für Übersetzer und Dolmetscher in Hessen und ihre Evaluation: die wichtigsten Ergebnisse. Lebende Sprachen, Band 61, Heft 2, 2016, abgerufen am 26. Mai 2020.
- Wilfried Bos, Siegfried Uhl: Die erzieherische Bedeutung des Angelns. In: Christian Tarnai (Hrsg.): Sozialwissenschaftliche Forschung in Diskurs und Empirie. Waxmann, Münster 2011, ISBN 978-3-8309-2182-0, S. 3–8 (eingeschränkte Vorschau in der Google-Buchsuche [abgerufen am 27. Mai 2020]).
- Siegfried Uhl: Die Aufgaben der Allgemeinen Pädagogik. Eine Klassifikation der gängigen Auffassungen. Zeitschrift für Erziehungswissenschaft, Volume 4, S. 61–82, 2001, abgerufen am 26. Mai 2020.